# Apanteles firmus
Apanteles firmus är en stekelart som beskrevs av Telenga 1949. Apanteles firmus ingår i släktet Apanteles och familjen bracksteklar. Utöver nominatformen finns också underarten A. f. rufipes.